# Styloleptus variabilis
Styloleptus variabilis là một loài bọ cánh cứng trong họ Cerambycidae.